# 니시무라 키누
니시무라 키누(일본어: 西村 キヌ 니시무라 기누[*], 1969년~)는 일본의 비디오 게임 및 애니메이션 일러스트레이터이다. 주로 캐릭터 홍보 아트워크를 그리며, 1990년대에 캡콤이 제작했던 대전 격투 게임 일러스트들을 담당한 것으로 유명하다.

## 경력
교토조형예술대학 출신으로, 1991년 야스다 아키라(아키만)의 권유로 캡콤에 입사해 아케이드 게임 《머슬 보머》와 《더 킹 오브 드래곤즈》에 참여하는 것으로 경력이 시작됐다. 2008년에 캡콤에서 퇴사했다.

## 참여 작품

### 비디오 게임
- 《머슬 보머》 (1993)
- 《더 킹 오브 드래곤즈》 (1993)
- 《테크 로맨서》 (1998)
- 《캡콤 vs. SNK》 (2000)
- 《캡콤 vs. SNK 2》 (2001)

### TV 프로그램
- 《오버맨 킹 게이너》 (2002)
- 《오버로드》 (2015)
- 《천랑 Sirius the Jaeger》 (2018)